# 5445 Williwaw
5445 Williwaw è un asteroide della fascia principale. Scoperto nel 1991, presenta un'orbita caratterizzata da un semiasse maggiore pari a 2,5500775 UA e da un'eccentricità di 0,2260495, inclinata di 6,11885° rispetto all'eclittica.